# Мајнерцхаген
Мајнерцхаген (њем. Meinerzhagen) град је у њемачкој савезној држави Северна Рајна-Вестфалија. Једно је од 15 општинских средишта округа Меркиш. Према процјени из 2010. у граду је живјело 21.289 становника. Посједује регионалну шифру (AGS) 5962036, NUTS (DEA58) и LOCODE (DE MZN) код.

## Географски и демографски подаци
Мајнерцхаген се налази у савезној држави Северна Рајна-Вестфалија у округу Меркиш. Град се налази на надморској висини од 400 метара. Површина општине износи 115,2 km². У самом граду је, према процјени из 2010. године, живјело 21.289 становника. Просјечна густина становништва износи 185 становника/km².

## Међународна сарадња
| Мјесто | Држава    | Врста сарадње | Од    |
| ------ | --------- | ------------- | ----- |
| Кампен | Холандија | партнерство   | 1961. |
|        | Француска | партнерство   | 1987. |
| Извор  |           |               |       |